# Công Tôn Thuật
Công Tôn Thuật (chữ Hán: 公孫述, ? – 24 tháng 12, 36), tên tự là Tử Dương, người huyện Mậu Lăng, quận Phù Phong , là thủ lĩnh quân phiệt đầu đời Đông Hán. Ông xưng đế được 12 năm (25 - 36), cát cứ Ích Châu 14 năm (23 - 36).

## Khởi binh phù Hán
Thời Hán Ai đế, Thuật nhờ cha là Công Tôn Nhân mà được làm Lang; sau đó Nhân làm Hà Nam đô úy, nên Thuật được bổ làm Thanh Thủy (huyện) trưởng. Vì ông còn nhỏ tuổi, nên Nhân sai Môn hạ duyện (các viên chức cấp phó) của mình đi theo. Hơn tháng, bọn họ xin về, nói với mọi người rằng: "Thuật chẳng cần dạy dỗ nữa!" Về sau thái thú thấy ông có năng lực, sai kiêm cả năm huyện. Thuật sửa sang chính sự, trộm cướp không còn, người trong quận cho là có quỷ thần. Sau khi Vương Mãng soán ngôi, ông làm Đạo Giang tốt chánh (tương đương thái thú), ở Lâm Cung, lại được tiếng là có năng lực.
Khi Canh Thủy đế lên ngôi (23), các nơi khởi binh hưởng ứng, Thuật sai sứ nghênh đón người Nam Dương là Hổ nha tướng quân (tự xưng) Tông Thành ở Hán Trung. Thành đến Thành Đô, thả cho bộ hạ cướp bóc ngang ngược, ông có ý ghét, kêu gọi hào kiệt trong huyện khởi binh, trước là dẹp Thành, sau là giúp Hán, được mọi người ủng hộ. Thuật sai người trá làm sứ giả nhà Hán từ phương đông đến, cho ông làm Phụ Hán tướng quân, ban ấn thụ Thục Quận thái thú kiêm Ích Châu mục. Thuật tuyển hơn ngàn tinh binh, tây tiến tấn công Thành. Họ đến Thành Đô, lực lượng lên đến vài ngàn, bèn đánh thành, phá được. Tướng của Thành là Viên Phó giết Thành, đưa quân về hàng.

## Cát cứ phương tây

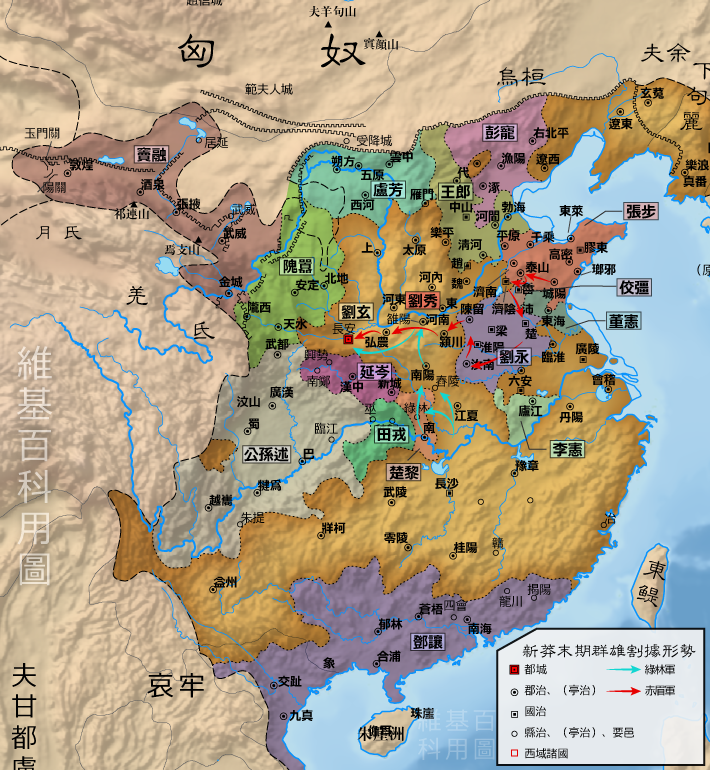
Bản đồ tình hình quần hùng cát cứ cuối thời Tân
Công Tôn Thuật

Mùa thu năm 24, Canh Thủy đế sai Trụ Công hầu Lý Bảo, Ích Châu thứ sử Trương Trung đưa hơn vạn người trấn áp vùng Thục, Hán. Thuật cậy địa thế hiểm yếu, lại được nhiều người giúp rập, có chí tự lập, bèn sai em trai là Khôi ở Miên Trúc đánh Bảo, Trung, đánh đuổi được, nhờ đó oai lừng Ích Châu. Ông theo lời Công tào Lý Hùng, tự lập làm Thục vương, đóng đô ở Thành Đô.
Đất Thục phì nhiêu, binh lực tinh cường, lắm kẻ sĩ ở nơi xa xôi theo về, thủ lĩnh các nước nhỏ Cung, Trách đều đến cống hiến. Thuật lại theo lời Lý Hùng, tháng 4 năm 25, tự lập làm Thiên tử, hiệu Thành Gia, màu chủ đạo là trắng, đổi niên hiệu là Long Hưng; lấy Lý Hùng làm Đại tư đồ, em trai Quang làm Đại tư mã, Khôi làm Đại tư không. Đổi Ích Châu làm Tư lệ hiệu úy, Thục Quận làm đô doãn .
Người Việt Tây là Nhâm Quý giết Đại doãn nhà Tân dâng quận xin hàng. Thuật sai tướng quân Hầu Đan mở Bạch Thủy Quan, chiếm Nam Trịnh ở phía bắc; tướng quân Nhâm Mãn từ Lãng Trung xuống Giang Châu, ngăn Hãn Quan ở phía đông. Nhờ đó nắm hết đất đai Ích Châu.

## Bàn luận sấm tranh
Sau khi Canh Thủy đế thất bại, mấy vạn quân của bọn Lữ Vị ở Quan Trung theo về với Thuật, được phong làm tướng quân. Ông làm doanh lũy lớn, bày ngựa xe, tập luyện chiến đấu; tập hợp mấy chục vạn binh giáp, tích lương Hán Trung, xây cung Nam Trịnh, lại chế tạo thuyền Bạch Lan 10 tầng lầu đỏ (Xích Lâu); khắc ấn chương mục, thú khắp thiên hạ, sắp đặt công khanh trăm quan; sai tướng quân Lý Dục, Trình Ô đưa mấy vạn quân ra Trần Thương, cùng Lư Vị trấn áp Tam Phụ. Năm 27, Chinh tây tướng quân Phùng Dị của nhà Đông Hán đánh bại Vị, Dục ở Trần Thương, Vị, Dục chạy về Hán Trung. Năm 29, Duyên Sầm, Điền Nhung bị quân Hán đánh bại, đều chạy vào Thục.
Khi ấy Thuật bỏ tiền đồng, đặt ra Thiết Quan (để đúc) tiền , khiến cho tiền trong tay trăm họ không dùng được. Lòng người dao động, lại nhớ đến nhà Hán. Ông lục lọi trong sách vở xưa, phao lên rằng có sấm ký cho biết vận nhà Hán đã dứt. Quang Vũ đế lo lắng, gửi thư phản bác, Thuật không đáp lại 1.

## Ngồi giữ đất Thục
Năm sau (30), Ngôi Hiêu xưng thần với Thuật, quân Hán đã gần dẹp xong phía đông, sắp tây tiến, người Bình Lăng là Kỵ đô úy Kinh Hàm đề nghị phát binh mở rộng địa bàn, những tướng lãnh về hàng là Duyên Sầm, Điền Nhung đều tán đồng, nhưng anh em của ông và quan viên người đất Thục lại phản đối. Cuối cùng Thuật quyết định không phát binh.
Thuật tính hà khắc, chấp nhặt, hay giết người vì lỗi nhỏ. Ông cảm thấy giết chóc không đủ oai, bèn đổi tên quận, huyện. Thuật từ thời trẻ làm lang, nắm rõ lễ chế nhà Hán, nên thay đổi cờ xí, kiến trúc cho ra dáng hoàng đế; phong vương cho các con, thực ấp là mấy huyện thuộc các quận Kiền Vi, Quảng Hán. Quần thần can gián, ông không nghe, rồi chỉ tin dùng người họ Công Tôn, khiến mọi người oán thán.
Năm 32, quân Hán đánh Ngôi Hiêu, Thuật sai Lý Dục đem hơn vạn người đi cứu. Sau khi Hiêu mất, bộ hạ của ông ta đầu hàng nhà Hán, đất Thục kinh hãi. Phía ngoài Thành Đô có một cái kho cũ được dựng vào đời Tần, bị bỏ không trong suốt đời Tân đến nay, ông đổi tên là kho Bạch Đế. Thuật sai người ngoa truyền rằng kho nứt ra cái hang như cái mả, trăm họ bỏ chợ đi xem. Ông nhân đó nói rằng kho nứt ra cái hang thì cũng như Ngô Hiêu đã bị phá diệt, đều là lời đồn không có căn cứ, như thế tạm yên được lòng người. Ít lâu sau, tướng của Hiêu là Vương Nguyên về hàng, cho làm tướng quân. Năm sau (33), Thuật sai Nguyên và lãnh quân Hoàn An giữ Hà Trì; lại sai Điền Nhung cùng đại tư đồ Nhiệm Mãn, Nam Quận thái thú Trình Phiếm đưa quân xuống Giang Quan, phá bọn Uy lỗ tướng quân Phùng Tuấn, lấy được thành cùng Di Lăng, Di Đạo, nhân đó ngăn giữ Kinh Môn.

## Thân vong, tộc diệt
Năm 35, Chinh nam đại tướng quân Sầm Bành của Đông Hán đánh Thuật, bọn Mãn đại bại, bộ tướng Vương Chánh chém Mãn để hàng Bành. Điền Nhung chạy đi Bảo Giang Châu. Thành ấp đều mở cửa xin hàng, Bành thẳng tiến đến Vũ Dương. Quang Vũ đế gửi thư khuyên hàng, hứa hẹn rất nhiều, lại khẳng định với ông rằng vua không nói chơi. Thuật xem thư thì than thở, đưa cho thân tín là thái thường Thường Thiếu, quang lộc huân Trương Long cùng xem. Bọn họ khuyên nghe theo, ông nói: "Được mất là do mệnh trời. Nào có thiên tử đầu hàng!" Không ai dám nói gì nữa. Trung lang tướng Lai Hấp đánh gấp Vương Nguyên, Hoàn An, An sai thích khách giết Hấp; Thuật lại lệnh cho hành thích Sầm Bành.
Năm 36, tướng Hán là bọn Đại tư mã Ngô Hán, Phụ uy tướng quân Tang Cung đánh bại và giết chết em Thuật là Khôi, rể Thuật là Sử Hưng. Từ đây tướng lãnh của ông sợ hãi, tìm đường bỏ trốn, Thuật dù giết cả nhà họ vẫn không ngăn được. Quang Vũ đế lại hạ chiếu, hết sức khuyên hàng, nhưng ông rốt cục vẫn không chịu.
Tháng 9, Ngô Hán chém Đại tư đồ Tạ Phong, Chấp kim ngô Viên Cát của Thuật, rồi tiến đánh Thành Đô. Ông theo kế của Duyên Sầm, đem vàng lụa ra mộ được hơn 5000 lính cảm tử, phối hợp với Sầm ở Thị Kiều. Quân Thục vờ giương cờ xí, nổi trống khiêu chiến, rồi ngầm tập kích phía sau quân Hán. Ngô Hán ngã xuống nước, nắm đuôi ngựa ngoi lên được, quân Hán thua một trận.
Tháng 11, Tang Cung đến Hàm Môn. Thuật xem sách bói, thấy câu "giặc chết dưới thành", mừng lắm, cho rằng có thể địch nổi bọn Ngô Hán. Ngày Mậu Dần (18) tháng 11 (tức 24 tháng 12 theo dương lịch), ông tự đem mấy vạn quân ra đánh, sai Duyên Sầm chống lại Cung. Đôi bên đại chiến, Sầm thắng liền 3 hiệp, nhưng quân Thục không được ăn, trở nên mệt mỏi, quân Hán xông lên, khiến cho quân Thục rối loạn, Thuật bị đâm vào ngực, ngã ngựa, được bộ hạ đưa vào thành. Ông giao lại quân đội cho Duyên Sầm, mất trong đêm. Sáng hôm sau, tức 25 tháng 12 dương lịch, Sầm ra hàng. Ngày Tân Tị (21) tháng 11 (tức 27 tháng 12 dương lịch), Ngô Hán giết cả họ của Thuật và Duyên Sầm, thả cho bộ hạ thiêu rụi cung thất, cướp bóc, hãm hiếp quan dân, không chừa một tội ác nào. Ba ngày sau, Quang Vũ đế gửi thư trách móc phó tướng của Hán là Lưu Thượng, Hán mới khiếp sợ dừng tay.

## Chú giải
- Chú giải 1:  Hậu Hán thư, sách đã dẫn: Đất Thục có lời đồng dao rằng: "Bò vàng bụng trắng, Ngũ Thù quay lại." (Nguyên văn: hoàng ngưu bạch phúc, Ngũ Thù đương phục) Người lắm chuyện bàn rằng Vương Mãng xưng "hoàng", Thuật tự đặt hiệu "Bạch", tiền Ngũ Thù do nhà Hán đặt ra, tức là thiên hạ sẽ trở về với họ Lưu. Thuật bày ra chuyện gặp điềm lành, được quỷ thần phù hộ, dẫn sằng sấm ký. Lấy từ ‘Xuân Thu’ của Khổng Tử, rằng Xích chế chia làm 12 công (tước) [5], nhà Hán cho đến Bình đế cũng được 12 đời [6], lịch số đã hết, một họ (chỉ họ Lưu) không được thụ mệnh trở lại. Lại dẫn ‘Lục vận pháp’ rằng: "Phế xương đế, lập Công Tôn"; ‘Quát địa tượng’ rằng: "Đế Hiên Viên thụ mệnh, Công Tôn thị ác" (tạm dịch: Hoàng đế Hiên Viên thụ mệnh, họ Công Tôn nắm lấy) [7]; ‘Viên thần khế’ rằng: "tây thái thủ, ất mão kim" cho rằng viên thái thú ở phương tây dẹp bỏ "mão - kim" [8]. Ngũ đức xoay vần [9], hoàng (vàng, mệnh Thổ, chỉ Vương Mãng) nối xích (đỏ, mệnh Hỏa, chỉ nhà Hán) mà bạch (trắng, mệnh Kim) kế hoàng, nay ở phương tây có Bạch đức, nên thay đổi dòng dõi đế vương, chính là hợp lẽ. Lại nói chỉ tay (của mình) có dấu lạ, rồi đến điềm lành rồng trỗi dậy (long hưng). (Thuật) mấy lần gởi thư sang Trung Nguyên, nhằm lay động lòng người. (Quang Vũ) đế lo lắng, viết thư cho Thuật rằng: "Đồ sấm (sấm tranh) nói ‘công tôn’, tức Tuyên đế vậy. Thay nhà Hán là Đương Đồ Cao, anh phải chăng thân thể cao (hơn người)? [10] Còn việc dùng lại điềm lành chỉ tay, Vương Mãng bày trò chưa đủ ư? Anh không phải tặc thần loạn tử của tôi, người trong lúc thiếu chính chắn đều muốn làm vua, sao mà đếm xuể! Anh nay mai mất đi, vợ con còn nhỏ, hãy sớm mà định kế, để không phải lo. Thần khí của thiên hạ, không thể dùng sức mà tranh, nên nghĩ cho kỹ." đề gởi ‘Công Tôn hoàng đế’. Thuật không đáp lại.